# Kashiwa Reysol
Kashiwa Reysol (柏レイソル Kashiwa Reisoru) là một câu lạc bộ bóng đá Nhật Bản có trụ sở tại Kashiwa, Chiba. Câu lạc bộ hiện đang thi đấu tại J. League Hạng 1
Thành lập năm 1940, Reysol là thành viên sáng lập Japan Soccer League năm 1965 và dành phần lớn thời gian của mình tại giải đấu cao nhất của Nhật Bản. Họ hai lần dành chức vô địch Nhật Bản vào năm 1972 và 2011, và 3 lần dành Cúp Hoàng đế
Reysol là đối thủ của kình địch JEF United Chiba, hai đội tạo nên trận derby Chiba. Chó lồm  đấu trên Sân vận động Bóng đá Hitachi Kashiwa từ năm 1985.

## Lịch sử
Thành lập năm 1940 với tên gọi Câu lạc bộ bóng đá Công ty TNHH Hitachi ở Kodaira, Tokyo, câu lạc bộ là thành viên sáng lập Japan Soccer League. Họ có giai đoạn thành công vào khoảng giữa những năm 1970, giành vài Cúp Hoàng đế và một chức vô địch JSL đóng góp một vài cầu thủ cho ĐTQG.
Năm 1986, câu lạc bộ chuyển từ Kodaira về Kashiwa, nhưng phải mất một thời gian để thích ứng với thành phố mới, họ bị xuống hạng vào JSL Hạng 2 khi mùa giải kết thúc. Họ trở lại hạng đấu cao nhất năm 1989, nhưng lại xuống hạng năm 1990 và trở lại lần nữa năm 1991. Sự ra đời của J.League đến quá sớm so với họ, họ xuống hạng trong mùa JSL cuối cùng
Câu lạc bộ tham dự Japan Football League năm 1992 cùng với việc đem về Careca của đội tuyển Brazil họ cố gắng giành chức vô địch JFL để thăng hạng J1 league ngay trong năm 1993. Kashiwa Reysol được tái cấu trúc; tuy vậy dù có Hisao Ariga, Careca và Ze Sergio nhưng Kashiwa Reysol không thành công họ chỉ có vị trí thứ 5. Năm 1994 đội giành vị trí thứ hai JFL và giành quyền thăng hạng. Từ mùa 1995, họ thi đấu tại J1. Năm 1998, đội chào đón cựu huấn luyện viên đội tuyển Olympic Nhật Bản Nishino Akira làm huấn luyện viên. Năm 1999, họ dành danh hiệu đầu tiên, Nabisco Cup Championship. Mùa 1999 và 2000 chứng kiến thứ hạng của câu lạc bộ trong lịch sử.

## Kình địch
Về mặt lịch sử, những đối thủ khó chịu của Kashiwa là JEF United Ichihara Chiba và Urawa Red Diamonds, cả hai đều là những đội cùng thành phố. Những đối thủ khác là Kashima Antlers và Omiya Ardija.

## Kết quả tại J.League
| Mùa  | Hạng | Sô đội | Vị trí | Trung bình khán giả | J. League Cup | Cúp Hoàng đế | AFC      | FIFA  |
| ---- | ---- | ------ | ------ | ------------------- | ------------- | ------------ | -------- | ----- |
| 1995 | J1   | 14     | 12     | 16,102              | –             | Vòng 2       | –        | –     |
| 1996 | J1   | 16     | 5      | 13,033              | Bán kết       | Vòng 4       | –        | –     |
| 1997 | J1   | 17     | 7      | 8,664               | Tứ kết        | Tứ kết       | –        | –     |
| 1998 | J1   | 18     | 8      | 9,932               | Vòng bảng     | Vòng 4       | –        | –     |
| 1999 | J1   | 16     | 3      | 10,122              | Vô địch       | Bán kết      | –        | –     |
| 2000 | J1   | 16     | 3      | 10,037              | Vòng 2        | Vòng 4       | –        | –     |
| 2001 | J1   | 16     | 6      | 12,477              | Vòng 2        | Vòng 3       | –        | –     |
| 2002 | J1   | 16     | 12     | 11,314              | Tứ kết        | Vòng 3       | –        | –     |
| 2003 | J1   | 16     | 12     | 10,873              | Vòng bảng     | Vòng 4       | –        | –     |
| 2004 | J1   | 16     | 16     | 10,513              | Vòng bảng     | Vòng 4       | –        | –     |
| 2005 | J1   | 18     | 16     | 12,492              | Vòng bảng     | Vòng 5       | –        | –     |
| 2006 | J2   | 13     | 2      | 8,328               | –             | Vòng 4       | –        | –     |
| 2007 | J1   | 18     | 8      | 12,967              | Vòng bảng     | Vòng 4       | –        | –     |
| 2008 | J1   | 18     | 11     | 12,308              | Vòng bảng     | Chung kết    | –        | –     |
| 2009 | J1   | 18     | 16     | 11,738              | Vòng bảng     | Vòng 3       | –        | –     |
| 2010 | J2   | 19     | 1      | 8,098               | –             | Vòng 4       | –        | –     |
| 2011 | J1   | 18     | 1      | 11,917              | Vòng 1        | Vòng 4       | –        | Thứ 4 |
| 2012 | J1   | 18     | 6      | 13,768              | Bán kết       | Vô địch      | Vòng 1/8 | –     |
| 2013 | J1   | 18     | 10     | 12,553              | Vô địch       | Vòng 4       | Bán kết  | –     |
| 2014 | J1   | 18     | 4      | 10,715              | Bán kết       | Vòng 3       | –        | –     |

- Nguồn: Trang dữ liệu J. League

## Danh hiệu
Giải
- Japan Soccer League (tới 1992) / J. League Hạng 1: 2

1972, 2011
- Japan Soccer League Hạng 2 (tới 1992) / J. League Hạng 2: 2

1990–91, 2010
Cup
- Cúp Hoàng đế: 3

1972, 1975, 2012
- JSL Cup (tới 1991) / J. League Cup: 3'

1976, 1999, 2013
- Siêu cúp Nhật Bản: 1

2012
- Giải vô địch bóng đá các công xưởng toàn Nhật Bản: 2

1958, 1960
- Giải vô địch bóng đá liên thành phố toàn Nhật Bản: 1

1963
Quốc tế
- Suruga Bank Championship: 1

2014

## Đội hình hiện tại
Tính đến 15 tháng 1 năm 2022
Ghi chú: Quốc kỳ chỉ đội tuyển quốc gia được xác định rõ trong điều lệ tư cách FIFA. Các cầu thủ có thể giữ hơn một quốc tịch ngoài FIFA.
| Số | VT | Quốc gia | Cầu thủ                     |
| -- | -- | -------- | --------------------------- |
| 1  | TM | Nhật Bản | Haruki Saruta               |
| 2  | HV | Nhật Bản | Hiromu Mitsumaru            |
| 3  | HV | Nhật Bản | Yuji Takahashi              |
| 4  | HV | Nhật Bản | Taiyo Koga                  |
| 5  | HV | Brasil   | Emerson Santos              |
| 6  | TV | Nhật Bản | Keiya Shiihashi             |
| 7  | TV | Nhật Bản | Hidekazu Otani (Đội trưởng) |
| 8  | TV | Nhật Bản | Keita Nakamura              |
| 9  | TĐ | Nhật Bản | Hosoya Mao                  |
| 10 | TV | Brasil   | Matheus Sávio               |
| 11 | TĐ | Nhật Bản | Masaki Watai                |
| 13 | HV | Nhật Bản | Kengo Kitazume              |
| 14 | TV | Nhật Bản | Tomoya Koyamatsu            |
| 15 | HV | Nhật Bản | Yuta Someya                 |
| 18 | TM | Hàn Quốc | Kim Seung-gyu               |
| 21 | TM | Nhật Bản | Masato Sasaki               |
| 22 | TV | Brasil   | Dodi                        |
| 23 | HV | Nhật Bản | Wataru Iwashita             |

| Số | VT | Quốc gia | Cầu thủ           |
| -- | -- | -------- | ----------------- |
| 24 | HV | Nhật Bản | Naoki Kawaguchi   |
| 25 | HV | Nhật Bản | Takuma Ominami    |
| 27 | TV | Nhật Bản | Masatoshi Mihara  |
| 28 | TV | Nhật Bản | Sachiro Toshima   |
| 29 | TV | Brasil   | Rodrigo Angelotti |
| 30 | TV | Nhật Bản | Takuto Kato       |
| 32 | HV | Nhật Bản | Hayato Tanaka     |
| 33 | HV | Nhật Bản | Takuma Otake      |
| 34 | TV | Nhật Bản | Takumi Tsuchiya   |
| 35 | TĐ | Nhật Bản | Hidetaka Maie     |
| 36 | TV | Nhật Bản | Yuto Yamada       |
| 37 | TV | Nhật Bản | Fumiya Unoki      |
| 38 | TĐ | Nhật Bản | Yugo Masukake     |
| 39 | TĐ | Nhật Bản | Kaito Mori        |
| 44 | HV | Nhật Bản | Takumi Kamijima   |
| 46 | TM | Nhật Bản | Kenta Matsumoto   |

### Cho mượn
Ghi chú: Quốc kỳ chỉ đội tuyển quốc gia được xác định rõ trong điều lệ tư cách FIFA. Các cầu thủ có thể giữ hơn một quốc tịch ngoài FIFA.
| Số | VT | Quốc gia | Cầu thủ                                    |
| -- | -- | -------- | ------------------------------------------ |
| —  | TM | Nhật Bản | Kazushige Kirihata (Cho FC Gifu mượn)      |
| —  | TM | Nhật Bản | Haruhiko Takimoto (Cho Imabari mượn)       |
| —  | TV | Nga      | Ippei Shinozuka (Cho Albirex Niigata mượn) |
| —  | TĐ | Brasil   | Pedro Raul (Cho Goiás mượn)                |

## Huấn luyện viên
- Tokue Suzuki 1965
- Masayoshi Miyazaki 1966
- Kotaro Hattori 1967–1969
- Hidetoki Takahashi 1970–1976
- Takato Ebisu 1977–1978
- Mutsuhiko Nomura 1979–1981
- Yoshiki Nakamura 1982–1984
- Yoshikazu Nagaoka 1985–1989
- Hiroyuki Usui 1990–1992
- Yoshitada Yamaguchi 1993
- Zé Sérgio 1994–1995
- Antoninho 1995
- Nicanor 1996–1997
- Nishino Akira 1998–2001
- Steve Perryman 2001–2002
- Marco Aurelio 2002–2003
- Tomoyoshi Ikeya 2002 (tạm quyền), 2004
- Hiroshi Hayano 2004–2005
- Kazuhiko Takemoto 2005 (tạm quyền)
- Nobuhiro Ishizaki 2006–2008
- Shinichiro Takahashi 2009
- Masami Ihara 2009 (tạm quyền)
- Nelsinho Baptista 2009–2014
- Tatsuma Yoshida 2015
- Milton Mendes 2015–